# Hyalonema cupressiferum
Hyalonema cupressiferum är en svampdjursart som beskrevs av Schulze 1893. Hyalonema cupressiferum ingår i släktet Hyalonema och familjen Hyalonematidae. Inga underarter finns listade i Catalogue of Life.